# Inela Nogic
Inela Nogić, Sarajevo, 1976 is een Bosnisch model, dat wereldberoemd werd toen zij in 1993 tijdens het beleg van Sarajevo in 1993 de schoonheidsverkiezing Miss Sarajevo won. 
De als een anti-oorlogs-manifestatie bedoelde competitie werd gehouden in een souterrain van het cultureel centrum in de Bosnische hoofdstad in een poging het spervuur van Servische sluipschutters te ontwijken.
Inela Nogić en andere deelnemers hielden een banier overeind dat luidde: "Laat hen niet ons allemaal doden!". De optocht werd vastgelegd door een filmmaker, waarvan opnameleider, Bill Carter gebruik maakte in zijn documentaire Miss Sarajevo.
Deze documentaire werd internationaal uitgezonden, waardoor een kijkcijfer werd gescoord waarmee de internationale druk om de belegering te beeindigen sterk werd verhoogd. 
Fragmenten van de documentaire werden opgenomen in de single "Miss Sarajevo" door de Ierse band U2, samen met Brian Eno en de Italiaanse operazanger Luciano Pavarotti. 
Inela Nogić's foto, gemaakt tijdens de optocht, prijkte ook op de cover van de single.. 
Nadat de oorlog was beeindigd, werd Nogić - na op aandringen van haar toenmalige echtgenoot - te zijn uitgenodigd voor het door U2 in 1997 in Sarajevo gegeven concert en persoonlijk begeleid door de band. Van een in uitzicht prominent optreden tijdens dit concert was echter geen sprake.
In een interview in de Volkskrant van 16 mei 2020 beschuldigt Nogic U2 ervan financieel te hebben geprofiteerd van Miss Sarajevo, omdat zij, noch de andere deelnemers, iets van de opbrengst hebben gekregen.
"Het was heel hypocriet", zegt ze verontwaardigd. "De bandleden vulden hun zakken over onze rug. Zonder onze toestemming figureerden we 25 jaar lang in die videoclip. Zou het niet netjes zijn geweest om ons daarvoor te  betalen?"
In 1995 trouwt Nogic met een Nederlandse fotojournalist met wie ze naar Nederland verhuist. Met haar tweede, Bosnische man, krijgt ze een tweeling zoon en dochter. Ze woont en werkt in Amsterdam als grafisch ontwerper.